# Led strips
 Der er for få eller ingen kildehenvisninger i denne artikel, hvilket er et problem. Du kan hjælpe ved at angive troværdige kilder til de påstande, som fremføres i artiklen.

Et LED-bånd, LED-lysbånd, LED-lyskæde, LED-liste, LED-strip eller lysdiodekæde er en fleksibel, tynd strimmel, der er udstyret med lysdioder (LED'er) og kan bruges til at skabe forskellige former for belysning. LED-strips er populære på grund af deres alsidighed, energieffektivitet og muligheden for at skabe både dekorativ og funktionel belysning. De kan skæres til ønsket længde og monteres på forskellige overflader ved hjælp af selvklæbende bagside eller monteringsbeslag.
LED-strips findes i forskellige farver, lysstyrker og farvetemperaturer, og de kan styres ved hjælp af fjernbetjeninger, smartphones eller smart home-integration. De er velegnede til en lang række anvendelser, såsom indirekte belysning, belysning af skabe, trapper og køkkener, samt til dekorative og kunstneriske formål.
Der findes forskellige udgaver og typer af LED-strips, som varierer i egenskaber og anvendelsesmuligheder. Her er nogle af de mest almindelige:
1. Enkeltfarvede LED-strips: Disse LED-strips udsender kun én fast farve, som f.eks. varm hvid, kold hvid eller blå. De er ideelle til generel belysning eller accentbelysning.
2. RGB LED-strips: Disse LED-strips kan skifte mellem forskellige farver ved hjælp af en kombination af røde, grønne og blå (RGB) LED'er. De kan skabe farverige lysmiljøer og styres med en fjernbetjening eller en smartphone-app.
3. RGBW LED-strips: Ud over RGB-farverne indeholder disse LED-strips også hvide LED'er, hvilket giver mulighed for bedre hvidbalancer og øget farvegengivelse.
4. CCT justerbare LED-strips: Disse LED-strips tillader justering af farvetemperaturen fra varm hvid til kold hvid, hvilket giver brugeren mulighed for at tilpasse belysningen efter humør og tidspunkt på dagen.
5. Vandtætte LED-strips: Disse LED-strips er forsynet med en beskyttende belægning eller et vandtæt kabinet, hvilket gør dem egnede til udendørs brug eller i fugtige områder som badeværelser.
6. Høj effekt LED-strips: Disse LED-strips har en højere lysstyrke og er velegnede til områder, hvor der kræves kraftig belysning, som f.eks. arbejdsbelysning eller butiksbelysning.
7. Fleksible LED-strips: Disse LED-strips er meget fleksible og kan let formes til at følge forskellige overflader og konturer, hvilket gør dem ideelle til kreative og dekorative belysningsprojekter.
8. LED-strips med lav spænding: Disse LED-strips fungerer ved lavere spændinger, som f.eks. 12V eller 24V, og er ideelle til bærbare eller batteridrevne applikationer.
9. Smart LED-strips: Disse LED-strips kan integreres med smart home-systemer og styres via en smartphone-app eller digital assistenter som Amazon Alexa eller Google Assistant.
10. LED-strips med indbygget dæmpning: Disse LED-strips har en indbygget dæmpningsfunktion, der gør det muligt at justere lysstyrken uden behov for en ekstern dæmper.